# Armand Marc de Montmorin Saint-Hérem

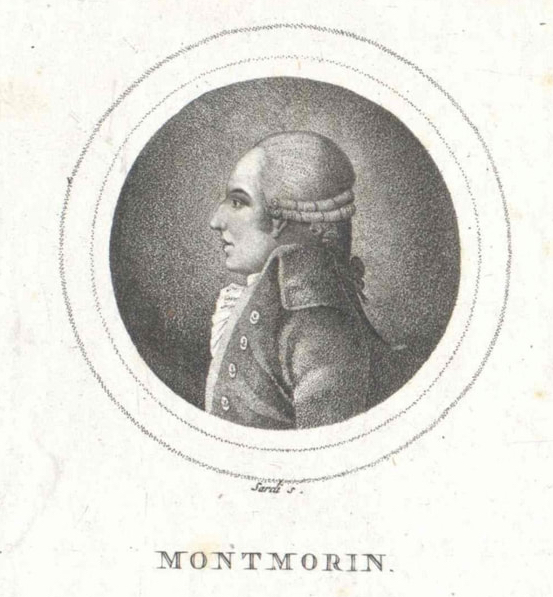
Armand Marc de Montmorin Saint-Hérem

Armand Marc, graaf de Montmorin Saint-Herem (13 oktober 1745 – 2 september 1792) was een Frans staatsman. Hij was minister van Buitenlandse Zaken en de marine onder Lodewijk XVI.
Hij stamde af van een adellijke familie uit Auvergne. Hij behoorde tot de hofhouding van Lodewijk XVI toen deze dauphin was. Hij werd aangesteld als ambassadeur in Madrid en vervolgens benoemd tot gouverneur van Bretagne. In 1787 volgde hij Vergennes op als minister van Buitenlandse Zaken.
Als bewonderaar van Jacques Necker trok hij zich terug uit de politiek toen deze werd ontslagen op 12 juli 1789. Toen de Bastille op 14 juli werd bestormd en Necker werd herbenoemd, nam Montmorin zijn oude positie als minister van Buitenlandse Zaken weer op. 
Na de vlucht van de koninklijke familie naar Varennes-en-Argonne, waar Montmorin niets mee te maken had, werd hij gedwongen ontslag te nemen. Hij bleef wel een adviseur van Lodewijk XVI. In juni 1792 werden zijn papieren op het ministerie in beslag genomen en onderzocht. Er werd echter niets bezwarends gevonden, maar toch werd hij in juli 1792 beschuldigd en na 10 augustus van dat jaar ook vogelvrij verklaard. Na even op de vlucht te zijn geweest werd hij opgepakt en opgesloten in de Abbaye, waar hij tijdens de Septembermoorden werd vermoord.
- Biblioteca Nacional de España: XX4801720
- Bibliothèque nationale de France: cb12106564p (data)
- Gemeinsame Normdatei: 117601012
- International Standard Name Identifier: 0000 0000 8135 2796
- Library of Congress Control Number: no91011293
- Nationale Bibliotheek van Tsjechië: mzk2009511225
- Système universitaire de documentation: 117860581
- Trove: 1492673
- Virtual International Authority File: 56640244
- WorldCat: E39PBJwmQrwFhw6T9ygdcTFFrq